# Thorwald Bergquist
Thorwald Erik Natanael Bergquist, född 1 december 1899 i Nävelsjö församling, Jönköpings län, död 3 december 1972 i Uppsala domkyrkoförsamling, Uppsala län, var en svensk ämbetsman, jurist och politiker (folkpartist).

## Biografi
Bergquist avlade studentexamen i Växjö 1917, filosofie kandidatexamen vid Lunds universitet 1919 och juris kandidatexamen där 1922. Han gjorde tingstjänstgöring i Bräkne domsaga 1924–1926, varpå han blev tillförordnad fiskal i Svea hovrätt 1927 och extra ordinarie assessor där 1930. Han var sekreterare i Andra lagutskottet 1931, varpå han var borgmästare i Västerås stad 1931–1939.
Han var justitieminister i regeringen Pehrsson-Bramstorp från den 19 juni till den 28 september 1936. Han stod på riksdagslistan för Folkpartiet i andrakammarvalet samma år, men betecknades som opolitisk i Bramstorps ministär.[källa behövs] I samlingsregeringen under andra världskriget var han konsultativt statsråd (Fp) från den 13 december 1939 till den 30 augusti 1943 och justitieminister från den 30 augusti 1943 till samlingsregeringens upplösning den 31 juli 1945. Han var även generaldirektör för Socialstyrelsen 1939–1946 och landshövding i Kronobergs län 1946–1964.
Bergquist var riksdagsledamot 1937–1947: åren 1937–1940 i Andra kammaren för Västmanlands läns valkrets, åren 1941–1942 i Andra kammaren för Stockholms stads valkrets och 1943–1947 i Första kammaren för Södermanlands läns och Västmanlands läns valkrets. I riksdagen var han bland annat vice ordförande i Första lagutskottet 1937–1939 och 1946. Han var också flitigt anlitad för olika statliga utredningar om bland annat rätts- och förvaltningsfrågor.
Thorwald Bergquist invaldes 1959 som ledamot av Kungliga Krigsvetenskapsakademien och 1962 som ledamot av Kungliga Skogs- och lantbruksakademien, för vilken han var preses 1964–1966. Han var en av de sista svenskar utan kunglig börd som tilldelades Serafimerorden. Serafimerskölden är placerad i Riddarholmskyrkan i Stockholm till vänster efter ingången och bär valspråket "Mödan min glädje".[källa behövs]
Thorwald Bergquist var son till kontraktsprosten Fingal Bergquist och Anna Östberg. Han gifte sig 1928 med Ingrid Chrysander (1904–1969) och de fick sönerna Lars Bergquist och Mats Bergquist (bägge ambassadörer) samt Olle Bergquist (lektor och författare). Hans grav finns på Norra Sandsjö kyrkogård, cirka tio kilometer nordost om Sävsjö i Småland.[källa behövs]

## Utmärkelser
- Riddare av Nordstjärneorden, 1936.[6]
- Kommendör av första klassen av Nordstjärneorden, 6 juni 1940.[7]
- Kommendör med stora korset av Nordstjärneorden, 5 juni 1943.[8]
- Riddare och kommendör av Kungl. Maj:ts orden (Serafimerorden), 4 juni 1965.[9]